# Evropa (desková hra)
Hra Evropa je vědomostní hra pro děti i dospělé. Je pro 6 hráčů. Obsahuje 2400 otázek ohledně Evropy z tematických okruhů historie, kultura, příroda, technika, věda, geografie, sport a různé.

## Pravidla
Cílem hry je uhodnout otázku ze všech tematických okruhů.
Hráč chodí po hracím poli a šlape na pole s různými tematickými otázkami. Hráč po jeho levici mu přečte otázku z kartičky které jsou mu na startu přiřazeny. Na druhé straně jsou odpovědi. Jestliže hráč odpoví správně, získá mapičku. Když získá všechny mapičky, může si vybrat jednu z cest. Ty jsou celkem 4. Na každé z nich jsou 2 odvětví. Na ty odpovídá tak dlouho, dokud je neuhádne. Poté hráč pokračuje do středu. Tam mu hráč, který mu čte otázky, čte otázky tak dlouho, dokud některou z nich neodpoví. Pak se stává vítězem.